# Proceroplatus venustipennis
Proceroplatus venustipennis är en tvåvingeart som beskrevs av Shaw 1940. Proceroplatus venustipennis ingår i släktet Proceroplatus och familjen platthornsmyggor.
Artens utbredningsområde är Costa Rica. Inga underarter finns listade i Catalogue of Life.